# Andy Pawlikowski
Andy Pawlikowski (* 1985 in Luxemburg) ist ein luxemburgischer Hörfunkmoderator.

## Leben
Seit seinem vierzehnten Lebensjahr moderiert er bei verschiedenen luxemburgischen Sendern, zuerst einige Jahre bei RADIOAKTIV 106.5 FM in Echternach und seit 2005 bei dem Luxemburger Hitradio Eldoradio auf 107,2FM und 105.0 FM. Von 2005 bis 2006 war er als Nachrichtensprecher in der Frühsendung tätig, dann moderierte er 4 Jahre die KING KAFFI SHOW (Morningshow). Nach einem Jahr Moderation der Mittagssendung (11-13h) moderiert er jetzt seit 2010 wieder täglich die XL Morningshow. Oft sieht man Andy Pawlikowski auch auf verschiedenen Events als Moderator. Er ist seit 2007 mit der Luxemburgerin Danielle Vedie verheiratet und hat einen Sohn.